# Груодис, Юозас
Юо́зас Гру́одис (лит. Juozas Gruodis; 20 декабря 1884, дер. Ракенай, Новоалександровский уезд, Ковенская губерния, Российская империя (ныне Рокенай, Зарасайский район, Литва) — 16 апреля 1948, Каунас, Литовская ССР) — литовский композитор, дирижёр и педагог.

## Биография
В 1915—1916 годах учился в Московской консерватории, потом был мобилизован (был капельмейстером военного оркестра), в 1920—1924 годах учился в Лейпцигской консерватории. В 1924—1927 годах — дирижёр Каунасского оперного театра. С 1924 года преподавал в Каунасском музыкальном училище, а в 1933—1948 годах — в Каунасской консерватории (с 1946 года — профессор, в 1927—1937 годах — директор). Среди учеников: Антанас Будрюнас, Антанас Рачюнас, Юлюс Юзелюнас, Витаутас Клова, Юозас Каросас, Юозас Пакальнис.
Похоронен на Пятрашюнском кладбище в Каунасе.

## Память
- В 1984 в Каунасе открыт Дом-музей Груодиса.
- В Каунасе существует музыкальная школа имени Юозаса Груодиса.

## Сочинения
- балет «Юрате и Каститис» (1933, Каунас)
- симфоническая картина «Осень» (1922)
- симфонический пролог (1923)
- симфоническая поэма «Танец жизни» (1939)
- симфоническая поэма «Из прошлого Литвы» (1939)
- две симфонические сюиты (1936, 1937)
- вариации на темы литовских народных песен (1945)
- струнный квартет (1924)
- соната для скрипки и фортепиано (1922) — первая в литовской музыке
- музыка к спектаклям драматического театра
- романсы
- хоры

## Награды
- 1944 — Заслуженный деятель искусств Литовской ССР
- Орден Трудового Красного Знамени